# 2018年巴库戒毒中心火灾
2018年3月2日，阿塞拜疆首都巴库市区内一所名为共和麻醉药房（Republican Narcological Dispensary）的戒毒机构突发大火。火灾造成至少26人死亡，另有4人被送往医院。

## 事件经过

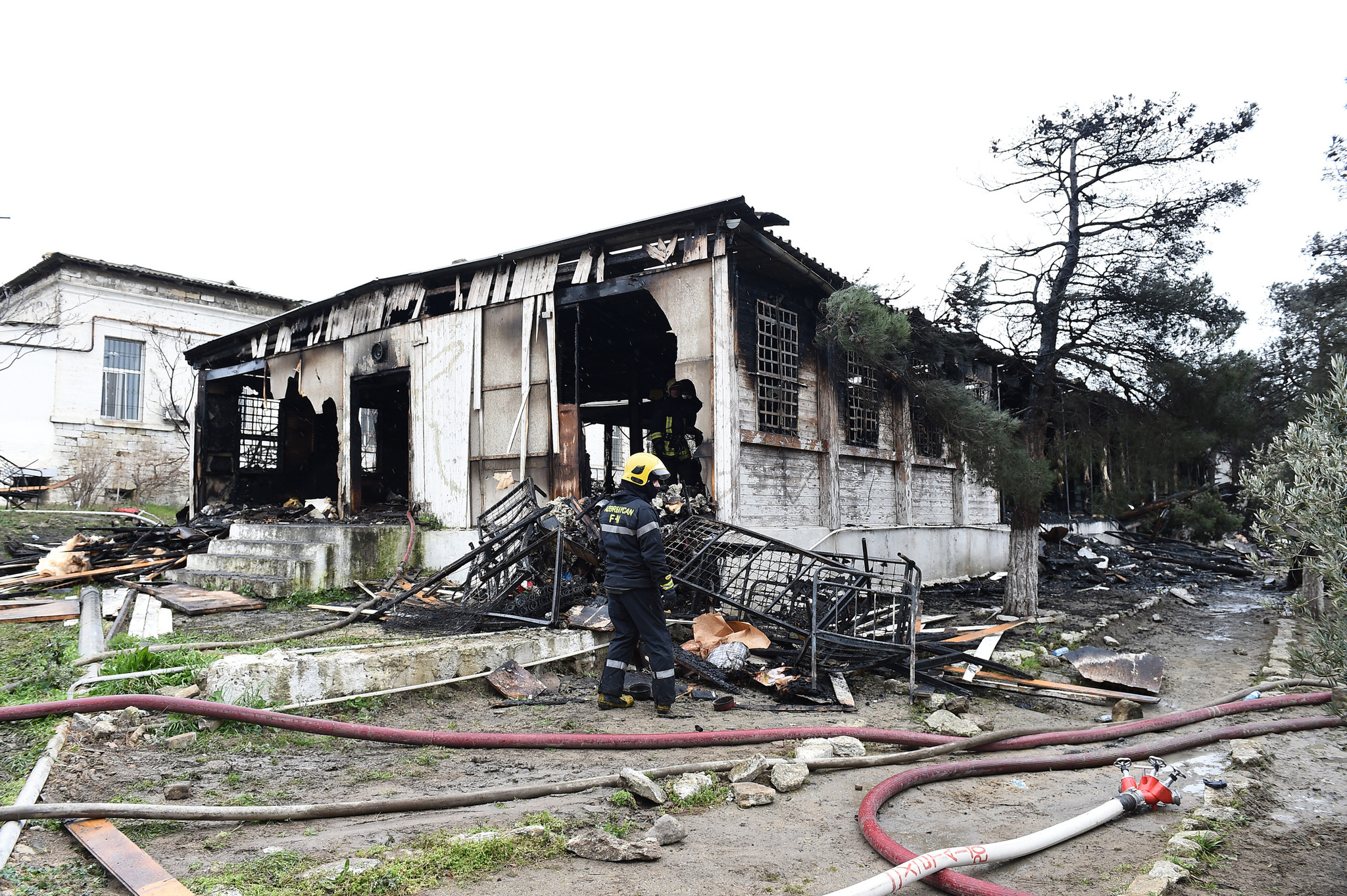
现场消防人员

阿塞拜疆政府报告称，大火的起因系机构建筑内一间单层木制病房内的电气故障，起火时间是当地时间6:10。
事发的戒毒中心为防止戒毒病人逃脱，在事发前就已经把建筑物的窗户都被铁制框架封牢，而且这些窗户只能从外部打开，并且建筑内部也没有自动灭火系统。
消防人员称，建筑的木制结构是火灾的主要燃烧物，而建筑物在三小时内的迅猛火势被归咎于当地的强风。共有31名被困人员被消防队员从火灾现场营救出来。

## 灾损后果
据阿塞拜疆卫生部消息，火灾发生后，戒毒中心大约200名病患以及员工陆续疏散至安全地带，但仍有24人未能及时撤离。消防队在火灾后的废墟中发现了25具尸体。

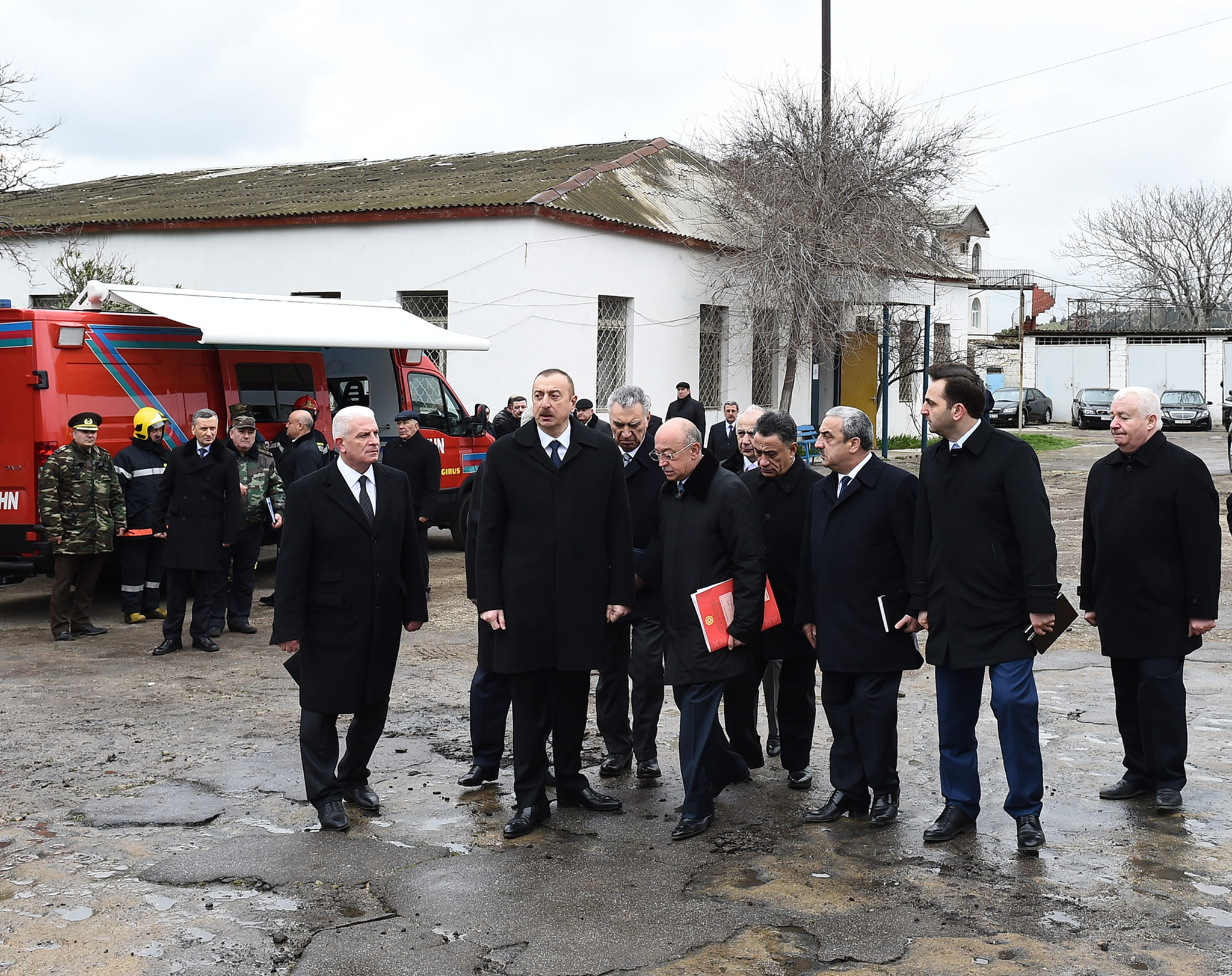
阿塞拜疆总统伊利哈姆·阿利耶夫视察火灾废墟

阿塞拜疆总统伊利哈姆·阿利耶夫视察了灾后的废墟。当地公民活动家指责了当地政府的腐败与对消防安全规范的疏于遵守，称这两点是这起火灾背后的主要原因。作为回应，总檢察官办公室已经展开调查，以追查火灾背后可能隐藏的违反消防法规的不当行为。